# 眼窩回
眼窩回（がんかかい、英: Orbital gyri）は、前頭葉の脳回。前頭骨の眼窩面の上を覆うように広がり、内側で嗅溝を挟んで直回と接する。H字型をした脳溝、眼窩溝で四つの下位領域、内側-、外側-、前-、後眼窩回に分けられる。
眼窩回を含むより広い皮質領域を指す言葉として、眼窩前頭皮質という言葉がある。

## 画像

眼窩回の位置を様々な角度から見たアニメーション。赤く塗られているところが眼窩回。
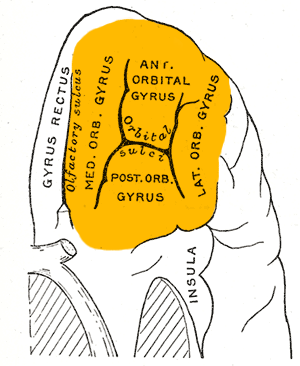
左前頭葉の眼窩面。オレンジ色の所が眼窩回。